# 薄荷之夏
《薄荷之夏》是由米宝導演、辛晓阳、刘雨嘉编剧，倪珂欣、陈鹤一、张伊诺、谢泽成、韩昕妤、葛全埜、庄森、王涵、李祎凡等主演的青春校园网剧。改编自清新派画手火禾的同名校园漫画《薄荷之夏》。本劇於2021年7月10日愛奇藝首播。

## 事件
荷蘭女部落客梅傑（Rianne Meijer），在TikTok發布一段短片，提及《薄荷之夏》劇組擅自使用了梅傑和男友的合照，但照片中的梅傑的臉被換成了劇中的女角。她在視頻中說“那是誰，怎麼回事，這兩人看起來關係很好...” 。 事件可能涉嫌侵權違法，但梅傑沒有生氣並表示大陸劇組方面有向她道歉，並稱「這件事也讓我們大笑了一頓。」 